# الحملة الصليبية الثانية على فنلندا

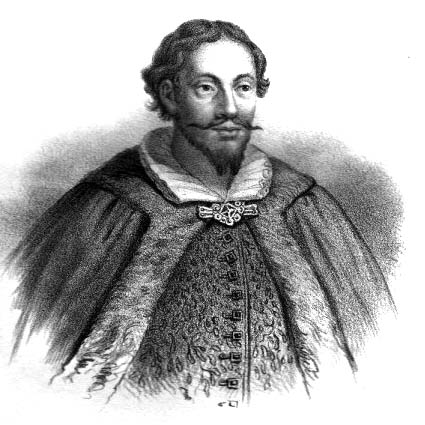
بيرغر يارل

الحملة الصليبية الثانية على فنلندا (بالفنلندية: Toinen ristiretki Suomeen) حملة عسكرية سويدية شبه تاريخية بقيادة بيرغر يارل على فنلندا في القرن الثالث عشر. كنتيجة للحملة الصليبية أضحت فنلندا بشكل دائم جزءاً من السويد للسنوات 550 المقبلة.

## سنة الحملة
وفقاً لكتاب أخبار إريك المدونة في عشرينات القرن الرابع عشر ، كانت الحملة الصليبية في الفترة ما بين وفاة إيريك الحادي عشر ملك السويد سنة 1250 وارتقاء بيرغر يارل لمنصب اليارل في عام 1248. تؤكد ما تسمى ب «أخبار دتمار» لوبيك من حوالي سنة 1340 الحملة مع ملاحظة مقتضبة تشير بأن بيرغر يارل أخصع فنلندا تحت الحكم السويدي. من مصادر أخرى، عـُرف عن بيرغر يارل غيابه عن السويد في شتاء 1249-1250. في وقت لاحق، أُرجع فتح فنلندا إلى خمسينات القرن الثاني عشر عبر الأساطير السويدية الرسمية، معتمدين لذلك القديس الوطني الملك إريك .
زمن وقوع الهجوم بالتحديد مثير للجدل إلى حد ما. استقرت محاولات تأريخ الهجوم عند 1239 أو 1256. ولم يحظى أي منهما بقبول واسع .